# PlasmoDB
PlasmoDB (بالعربية: بلازمو.دي.بي) هي قاعدة بيانات حيوية لأجناس المتصورة، وهي عضوٌ في مشروع EuPathDB [الإنجليزية]. تحتوي قاعدة البيانات على معلوماتٍ مفصلة حول الجينوم والبروتيوم والميتابولوم المرتبط بطفيليات الملاريا.

## روابط خارجية
- الموقع الرسمي